# A magyar női labdarúgó-válogatott mérkőzései 2014-ben
A magyar női labdarúgó-válogatott 2014-ben hét világbajnoki selejtezőt vív a 2015-ös világbajnokságra, mely Kanadában kerül megrendezésre.
Szövetségi kapitány:
- Markó Edina

## Mérkőzések
| 221. mérkőzés 2014. március 7. Isztria-kupa | Horvátország         | 2 – 2                       | Magyarország       | Umag |
| 221. mérkőzés 2014. március 7. Isztria-kupa | Lojna 51' Joščak 65' | 0 – 1 Részletek Jegyzőkönyv | Sipos 35' Vágó 86' | Umag |

| 222. mérkőzés 2014. március 9. Isztria-kupa | Magyarország                              | 4 – 0                       | Egyesült Államok (ligaválogatott) | Umag |
| 222. mérkőzés 2014. március 9. Isztria-kupa | Szuh 37' Sipos 71' Jakabfi 75' Zeller 81' | 1 – 0 Részletek Jegyzőkönyv |                                   | Umag |

| 223. mérkőzés 2014. március 11. Isztria-kupa | Lengyelország | 1 – 4                       | Magyarország                                       | Umag |
| 223. mérkőzés 2014. március 11. Isztria-kupa | Gól           | 0 – 2 Részletek Jegyzőkönyv | Rácz 2' Jakabfi 39' Pakurska 61' (öngól) Sipos 78' | Umag |

| 224. mérkőzés 2014. április 5. vb-selejtező | Magyarország | 0 – 4                       | Finnország                         | Győr, ETO Park |
| 224. mérkőzés 2014. április 5. vb-selejtező |              | 0 – 2 Részletek Jegyzőkönyv | Talonen 10' 64' 92' Westerlund 15' | Győr, ETO Park |

| 225. mérkőzés 2014. április 10. vb-selejtező | Finnország                            | 4 – 0                       | Magyarország | Helsinki, Helsinki Futball Stadion |
| 225. mérkőzés 2014. április 10. vb-selejtező | Talonen 20' 84' Kemppi 40' Engman 57' | 2 – 0 Részletek Jegyzőkönyv |              | Helsinki, Helsinki Futball Stadion |

| 226. mérkőzés 2014. május 7. vb-selejtező | Franciaország                             | 4 – 0                       | Magyarország | Besançon, Léo Lagrange |
| 226. mérkőzés 2014. május 7. vb-selejtező | Thomis 35' Abily 52' Thiney 61' Majri 89' | 1 – 0 Részletek Jegyzőkönyv |              | Besançon, Léo Lagrange |

| 227. mérkőzés 2014. június 14. vb-selejtező | Kazahsztán       | 1 – 2                       | Magyarország       | Almati, Centralnij |
| 227. mérkőzés 2014. június 14. vb-selejtező | Kirgizbajeva 58' | 0 – 0 Részletek Jegyzőkönyv | Vágó 49' Pádár 53' | Almati, Centralnij |

| 228. mérkőzés 2014. július 23. barátságos | Románia                              | 5 – 1                       | Magyarország         | Marosvásárhely Játékvezető: Teodora Albon (ROM) |
| 228. mérkőzés 2014. július 23. barátságos | Olar 24' Lunca 46' 51' Batea 89' 90' | 1 – 0 Részletek Jegyzőkönyv | Pádár 65' (11-esből) | Marosvásárhely Játékvezető: Teodora Albon (ROM) |

| 229. mérkőzés 2014. augusztus 3. Balaton-kupa | Magyarország | 1 – 2                       | Románia                  | Balatonfüred |
| 229. mérkőzés 2014. augusztus 3. Balaton-kupa | Vágó 82'     | 0 – 2 Részletek Jegyzőkönyv | Tálosi 18' (öngól) ? 19' | Balatonfüred |

| 230. mérkőzés 2014. augusztus 5. Balaton-kupa | Magyarország          | 3 – 1                       | Horvátország | Balatonfüred |
| 230. mérkőzés 2014. augusztus 5. Balaton-kupa | Vágó 2' 3' Zeller 15' | 3 – 0 Részletek Jegyzőkönyv | Grumicic 58' | Balatonfüred |

| 231. mérkőzés 2014. augusztus 20. vb-selejtező | Magyarország | 0 – 4                       | Franciaország                                   | Budapest, Bozsik József Stadion |
| 231. mérkőzés 2014. augusztus 20. vb-selejtező |              | 0 – 3 Részletek Jegyzőkönyv | Le Sommer 10' 26' Smuczer 39' (öngól) Delie 73' | Budapest, Bozsik József Stadion |

| 232. mérkőzés 2014. szeptember 13. vb-selejtező | Ausztria                                  | 4 – 3                       | Magyarország                  | Sankt Pölten, NV Arena |
| 232. mérkőzés 2014. szeptember 13. vb-selejtező | Makas 12' 20' Tóth 14' (öngól) Burger 67' | 3 – 2 Részletek Jegyzőkönyv | Zeller 27' Sipos 42' Rácz 51' | Sankt Pölten, NV Arena |

| 233. mérkőzés 2014. szeptember 17. vb-selejtező | Bulgária | 0 – 7                       | Magyarország                                   | Lovecs, Lovecs Stadion |
| 233. mérkőzés 2014. szeptember 17. vb-selejtező |          | 0 – 2 Részletek Jegyzőkönyv | Csiszár 30' Sipos 39' 91' Vágó 51' 64' 67' 71' | Lovecs, Lovecs Stadion |

| 234. mérkőzés 2014. november 26. | Magyarország                                                                                  | 8 – 0                       | Macedónia | Telki |
| 234. mérkőzés 2014. november 26. | Jakabfi 14' Sipos 18', 75', 82' Zeller 28' Hummel-Smuczer 59' (11-esből) Vágó 70' Csiszár 81' | 3 – 0 Részletek Jegyzőkönyv |           | Telki |